# Frogs Gallarate 1982
Questa voce raccoglie le informazioni riguardanti i Frogs Gallarate nelle competizioni ufficiali della stagione 1982.

## Roster
| Roster dei Frogs Gallarate (1982) |
| --- |
| Quarterback - 12 Pier Paolo Gallivanone - 7 Emilio Garavaglia - -- Attilio Giordano Running Back - 23 Michele Bertoni - 40 Giorgio Mazzucchelli - 28 Marco Donadoni - -- Ercole Fimiani - 84 Gianni Moroldo RB/SS - 35 Matteo Tonolo Wide Receiver - 88 Roberto Anselmi - -- Siro Scopel WR/QB Tight End - 96 Ivan Colombo - 85 Fabio Esposito TE/P Offensive Linemen - 79 Antonio Adamo OT - 68 Massimo Bonavia OG - 75 Eddy Cendach OT - 59 Alfredo Corvi C - 62 Ettore Guarneri OG - 73 Luigi Magni - 61 Carmine Palmese OT Defensive Linemen - 54 Massimo Castiglioni DT/RB - 77 Giuseppe de Chirico DT - 72 Alessandro Ghione DE/DT - 65 Giandomenico Luban DT - 64 Roberto Pezzotta DT Linebacker - 58 Dario Castellanza LB/DB - 55 Gabriele Misurelli - 66 Germano Montiroli Defensive Back - 38 Enrico Baratelli CB - 44 Gianluigi Bravin CB - 32 Stefano Castellanza CB - -- Giovanni Colzi SS/DL - 5 Massimo Genoni SS/LB - 51 Giuseppe Liguori SS/LB - 36 Ruggero Olivieri - 1 Elio Pezzotta FS Special Team - 49 Riccardo Viganò K Lista delle riserve - -- Stefano Bellezza - -- Walter Cassinerio - -- Nando Corvi - -- Federico Fabbris - -- Virginio Finardi - -- Roberto Galbiati - -- Bruno Monti - -- Marco Rondanini |

## Campionato AIFA

### Stagione regolare

#### Andata
| Gallarate 20 marzo 1982 Week 1 | Frogs Gallarate | 54 – 0 (16-0 14-0 16-0 8-0) | Seamen Milano |  |
| \| \| \| \| \| Mazzucchelli Q1 (TD) 8yd run Anselmi Q1 (tpc) action Mazzucchelli Q1 (TD) 4yd run Monti Q1 (tpc) action Donadoni Q2 (TD) 1yd run Bertoni Q2 (TD) 14yd run Mazzucchelli Q2 (tpc) action Mazzucchelli Q3 (TD) 15yd run Gallivanone Q3 (tpc) action Bertoni Q3 (TD) 22yd run Bertoni Q3 (tpc) action Donadoni Q4 (TD) 5yd run Scopel Q4 (tpc) action \| Marcatori \| \| |                 |                             |               |  |
| |                 |                             |               |  |
| Mazzucchelli Q1 (TD) 8yd run Anselmi Q1 (tpc) action Mazzucchelli Q1 (TD) 4yd run Monti Q1 (tpc) action Donadoni Q2 (TD) 1yd run Bertoni Q2 (TD) 14yd run Mazzucchelli Q2 (tpc) action Mazzucchelli Q3 (TD) 15yd run Gallivanone Q3 (tpc) action Bertoni Q3 (TD) 22yd run Bertoni Q3 (tpc) action Donadoni Q4 (TD) 5yd run Scopel Q4 (tpc) action                                   | Marcatori       |                             |               |  |

| 27 marzo 1982 Week 2 | Frogs Gallarate | 62 – 0 | Mastini Ivrea |  |

| Torino 3 aprile 1982 Week 3 | Tauri Torino | 0 – 64 | Frogs Gallarate | Motovelodromo Fausto Coppi |

| Torino 17 aprile 1982 Week 4 | Giaguari Torino | 6 – 23                                                                                    | Frogs Gallarate | Motovelodromo Fausto Coppi |
| \| \| \| \| \| G. Cravetto (TD) 17yd pass from Coppa \| Marcatori \| Mazzucchelli (TD) Mazzucchelli (TD) 77yd run Mazzucchelli (TD) Donadoni (tpc) Viganò (FG) \| |                 |                                                                                           |                 |                            |
| |                 |                                                                                           |                 |                            |
| G. Cravetto (TD) 17yd pass from Coppa | Marcatori       | Mazzucchelli (TD) Mazzucchelli (TD) 77yd run Mazzucchelli (TD) Donadoni (tpc) Viganò (FG) |                 |                            |

| 24 aprile 1982 Week 5 | Frogs Gallarate | 30 – 0 | Rams Milano |  |

#### Ritorno
| Milano 8 maggio 1982 Week 6 | Seamen Milano | 6 – 30 (0-12 6-6 0-5 0-7) | Frogs Gallarate |  |
| \| \| \| \| \| Fusco Q2 (TD) 12yd run \| Marcatori \| Mazzucchelli Q1 (TD) 12yd run Mazzucchelli Q1 (TD) 14yd run Monti Q2 (TD) pass from Gallivanone Team Q3 (saf) Viganò Q3 (FG) 38yd Bertoni Q4 (TD) 13yd run Viganò Q4 (pat) \| |               | |                 |  |
| |               | |                 |  |
| Fusco Q2 (TD) 12yd run | Marcatori     | Mazzucchelli Q1 (TD) 12yd run Mazzucchelli Q1 (TD) 14yd run Monti Q2 (TD) pass from Gallivanone Team Q3 (saf) Viganò Q3 (FG) 38yd Bertoni Q4 (TD) 13yd run Viganò Q4 (pat) |                 |  |

| Ivrea 15 maggio 1982 Week 7 | Mastini Ivrea | 0 – 70 | Frogs Gallarate |  |

| 22 maggio 1982 Week 8 | Frogs Gallarate | 90 – 0 | Tauri Torino |  |

| 5 giugno 1982 Week 9 | Frogs Gallarate | 33 – 14                                               | Giaguari Torino |  |
| \| \| \| \| \| Mazzucchelli (TD) Mazzucchelli (TD) Mazzucchelli (TD) Anselmi (TD) Scopel (TD) Gallivanone (tpc) action Viganò (pat) \| Marcatori \| Berini (TD) Valperga (pat) Berini (TD) Valperga (pat) \| |                 |                                                       |                 |  |
| |                 |                                                       |                 |  |
| Mazzucchelli (TD) Mazzucchelli (TD) Mazzucchelli (TD) Anselmi (TD) Scopel (TD) Gallivanone (tpc) action Viganò (pat)                                                                                         | Marcatori       | Berini (TD) Valperga (pat) Berini (TD) Valperga (pat) |                 |  |

| Milano 12 giugno 1982 Week 10 | Rams Milano | 14 – 6 | Frogs Gallarate |  |

### Playoff
| Pietrasanta 26 giugno 1982 Semifinale                                  | Frogs Gallarate | 7 – 0 | Grizzlies Roma |  |
| \| \| \| \| \| ? (TD) pass from Gallivanone ? (pat) \| Marcatori \| \| |                 |       |                |  |
|                                                                        |                 |       |                |  |
| ? (TD) pass from Gallivanone ? (pat)                                   | Marcatori       |       |                |  |

| Pesaro 4 luglio 1982 II Superbowl italiano                                                 | Frogs Gallarate | 0 – 11 (0-0 0-8 0-3 0-0)                                 | Rhinos Milano | Stadio Tonino Benelli (8.000 spett.) |
| \| \| \| \| \| \| Marcatori \| Benezzoli Q2 (TD) Gerosa Q2 (tpc) action Zoncati Q3 (FG) \| |                 |                                                          |               |                                      |
|                                                                                            |                 |                                                          |               |                                      |
|                                                                                            | Marcatori       | Benezzoli Q2 (TD) Gerosa Q2 (tpc) action Zoncati Q3 (FG) |               |                                      |

## North Italian Football League

### Regular season
| Pisa 11 settembre 1982 Week 1 | Rangers Tirrenia | 13 – 0 | Frogs Gallarate | Camp Darby Field |

| 1982 | Blue Knights Vicenza | v – p | Frogs Gallarate |  |

| 1982 | Frogs Gallarate | 0 – 80 | Geronimos Vicenza |  |

| 1982 | Frogs Gallarate | p – v | Giaguari Torino |  |

| 1982 | Frogs Gallarate | p – v | Rhinos Milano |  |

| 1982 | Crusaders Brindisi o Eagles Aviano | v – p | Frogs Gallarate |  |

| 1982 | Warriors Bologna | 8 – 0 (d.g.s.) | Frogs Gallarate |  |

## Statistiche di squadra
| Competizione | %Vittorie | In casa | In casa | In casa | In casa | In casa | In casa | In trasferta | In trasferta | In trasferta | In trasferta | In trasferta | In trasferta | Totale | Totale | Totale | Totale | Totale | Totale |
| Competizione | %Vittorie | G       | V       | N       | P       | Pf      | Ps      | G            | V            | N            | P            | Pf           | Ps           | G      | V      | N      | P      | Pf     | Ps     |
| ------------ | --------- | ------- | ------- | ------- | ------- | ------- | ------- | ------------ | ------------ | ------------ | ------------ | ------------ | ------------ | ------ | ------ | ------ | ------ | ------ | ------ |
| Campionato   | .900      | 5       | 5       | 0       | 0       | 269     | 14      | 5            | 4            | 0            | 1            | 193          | 26           | 10     | 9      | 0      | 1      | 462    | 40     |
| Playoff      | .500      | 2       | 1       | 0       | 1       | 7       | 11      | -            | -            | -            | -            | -            | -            | 2      | 1      | 0      | 1      | 7      | 11     |
| NIFL         | .000      | 3       | 0       | 0       | 3       | 0+?     | 80+?    | 4            | 0            | 0            | 4            | 0+?          | 21+?         | 7      | 0      | 0      | 7      | 0+?    | 101+?  |
| Totale       | .526      | 10      | 6       | 0       | 4       | 276+?   | 105+?   | 9            | 4            | 0            | 5            | 193+?        | 47+?         | 19     | 10     | 0      | 9      | 469+?  | 152+?  |